# Farkaspalló
Farkaspalló (románul: Puntea Lupului) település Romániában, Hargita megye területén. Ma Gyimesközéplok része. Korábban közigazgatásilag Csík vármegye Szépvizi járásához tartozott. 2002-ben 161 lakója közül 155 magyar és 6 román volt. Vallásuk szerint mindannyian római katolikusok.
1913-ban Csíkdánfalva határához tartozott. A telep 18,5 km-re található a 12-es országúttól. Csíkszereda távolsága 57 km. Barátostelep Farkaspalló tartozéka.